# 美国出口管制条例
美国的出口管制条例（英語：Export Administration Regulations），俗称出口管制法、出口禁令，是一组出现在美国《聯邦規則彙編》第15章第730至第774部分（15 C.F.R. § 730 et seq ）的条例，由美国商务部下属的工业和安全局负责管理。通常来讲，出口管制条例主要规定是否能从美国出口货物，以及是否能从一个外国再出口（re-export）另一个非美国的国家。适用的范围不仅包括实体货物，还包括计算机软件、数据、技术等。《聯邦規則彙編》第15章第774部分提供了受到控制的商品分类列表。许多常见计算机软硬件产品，都是受该条例管制的产品，他们都会在软件许可条款上进行声明，例如AMD网站上“产品、服务和技术严禁由美国出口或转口至古巴、伊朗、朝鲜、苏丹、叙利亚及其他受到美国贸易制裁的任何国家/地区和最终使用地区”的声明。

## 针对中国的出口管制
自 2018 年以来，美国国会和行政部门通过立法、规章和许可要求（licensing practices）对于监管军民两用的出口管制政策进行了有针对性的更新。修订的大部分重点是控制新兴技术和基础技术，并加强多边参与以确保美国管制的有效性。出口管制覆盖中华人民共和国全境，包括香港和澳门。根据《2018年出口管制改革法案》，美国商务部在2022年10月7日颁布了两项出口管制条例，限制中国获得先进计算芯片、开发和维护超级计算机以及制造先进半导体的能力。